# Omiodes odontosticta
Omiodes odontosticta is een vlinder uit de familie van de grasmotten (Crambidae). De wetenschappelijke naam van deze soort is voor het eerst voorgesteld door George Francis Hampson in een publicatie uit 1899.
De soort komt voor in Indonesië (Timor), Papoea-Nieuw-Guinea (D'Entrecasteaux-eilanden), Australië (West-Australië, Noordelijk Territorium, het eiland Thursday in de Straat van Torres tot zuidelijk Queensland).